# Kamienica Ernsta Mixa w Bydgoszczy
Kamienica Ernsta Mixa w Bydgoszczy – kamienica położona w Bydgoszczy przy ul. Gdańskiej 10.

## Położenie
Budynek stoi we wschodniej pierzei ul. Gdańskiej, między ul. Focha, a Parkową.

## Historia
Kamienica została wzniesiona w 1863 roku przez fabrykanta mydła Ernsta Mixa jako zespół dwóch budynków.
W 1905 roku budynek południowy rozbudowany został o aneks mieszkalny utrzymany w stylu secesyjnym z bogatą dekoracją figuralną według projektu architekta Fritza Weidnera.
W 1910 roku budynek został przez właściciela zaadaptowany do celów handlowych. Dwie dolne kondygnacje posłużyły wówczas domowi towarowemu "Modehaus Bromberg".
Ostateczna zmiana stylistyki elewacji frontowej i ujednolicenie obu kamienic związane były z budową kinoteatru "Kristal" (w latach wojennych "Ufa Westpreussen", a w latach 1945–2003 "Pomorzanin"). Przebudowa miała miejsce w latach 1913–1914, a projekt wykonał ponownie Fritz Weidner. W konstrukcji budynku wykonawcy zastosowali nowatorską na owe czasy technologię żelbetową. Fasady ujednolicono i nadano im formy modernistyczne. Wnętrze kinoteatru przewidziano na 478 miejsc, w tym 286 miejsc umiejscowiono na galeriach. Projekcje filmowe rozpoczęto 1 kwietnia 1914 roku. Cały obiekt - za kredyty z Banku Stadthagen - wzniosła spółka Mixa, Tucholski, Weidner.
W okresie międzywojennym przy kinie urządzono "Bar Angielski", gdzie co czwartek odbywały się dancingi z jazzbandem Orłowskiego. W pomieszczeniach frontowych od 1921 roku zainstalowano biura Poznańskiego Banku Ziemian, a od 1944 roku niemiecką Kasę Okręgu Bydgoszcz (niem. Sparkasse des Kreis Bromberg). W 1946 roku lokale na parterze i na piętrze przeznaczono na Państwowy Bank Rolny. W 1948 roku dokonano przebudowy kamienicy.
W pomieszczeniach oficynowych od 1863 roku aż do II wojny światowej funkcjonowała fabryka mydła i świec Ernsta Mixa. Zakład został rozbudowany w 1905 roku i przekształcony w latach budowy kina. W okresie powojennym w dawnych pomieszczeniach fabrycznych mieścił się Klub Międzynarodowej Prasy i Książki, a od 1994 roku klub „Mózg”.
W kamienicy przed 1969 rokiem mieszkał Marian Rejewski.
Pod koniec czerwca 2003 znajdujące się w kamienicy kino Pomorzanin zostało zamknięte. 17 listopada 2017 w związku z festiwalem Camerimage w dawnym kinie odbył się pokaz fragmentów filmów zrealizowanych przez Krzysztofa Kieślowskiego i Sławomira Idziaka. W 2019 pomieszczenia dawnego kina zostały udostępnione do zwiedzania, a w 2020 z wnętrza usunięto półmetrową warstwę betonu spod podłogi, wszystkie drewniane elementy podłogi i boazerii, a ponadto wykonano nową instalację elektryczną i ciepłowniczą. Planowana jest reaktywacja działalności kina.
W II połowie 2017 na kamienicy powstał mural przedstawiający Mariana Rejewskiego, autorstwa Juliana Nowickiego. Jego odsłonięcie nastąpiło 27 października 2017.
Przedstawia on częściowo zaszyfrowany portret Rejewskiego. W tym celu wykorzystano płycinę w ścianie, defragmentującą obraz i narzucającą podział kompozycji. W polu wyznaczonym przez płycinę znalazł się rzeczywisty portret, natomiast poza nią zarysy portretu utworzone są przez multiplikowany, charakterystyczny zapis kodu Enigmy. Tworzy to kryptograficzny wizerunek bohatera. Część liter szyfru Enigmy jest wyodrębniona z tła dzięki dodaniu koloru (przełamanego różu), tworząc kolejną odszyfrowaną wartość w obrazie - napis "Rejewski Marian".

## Architektura
Budynek przebudowano w stylu wczesnego, historyzującego modernizmu. W dwóch dolnych kondygnacjach zachowane są duże okna, które były niegdyś oknami wystawowymi domu handlowego. Fasada, początkowo bogato zdobiona secesyjnymi sztukateriami o motywach solarnych, w wyniku przebudów (zwłaszcza w 1948 roku) w większości je utraciła.

## Galeria

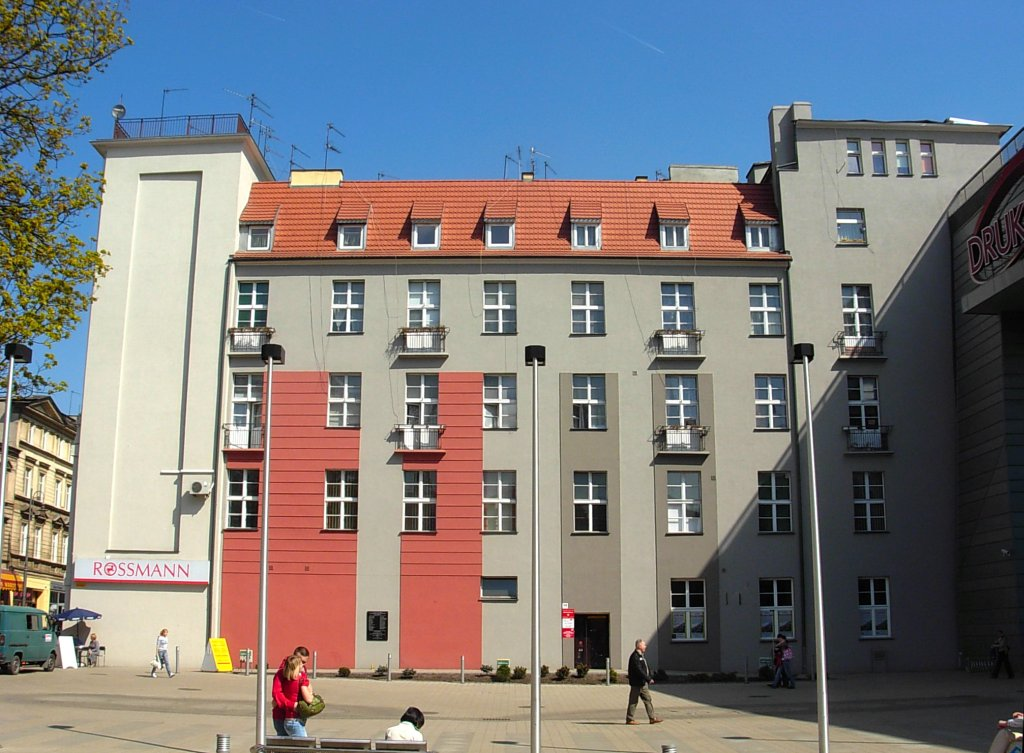
Południowe skrzydło
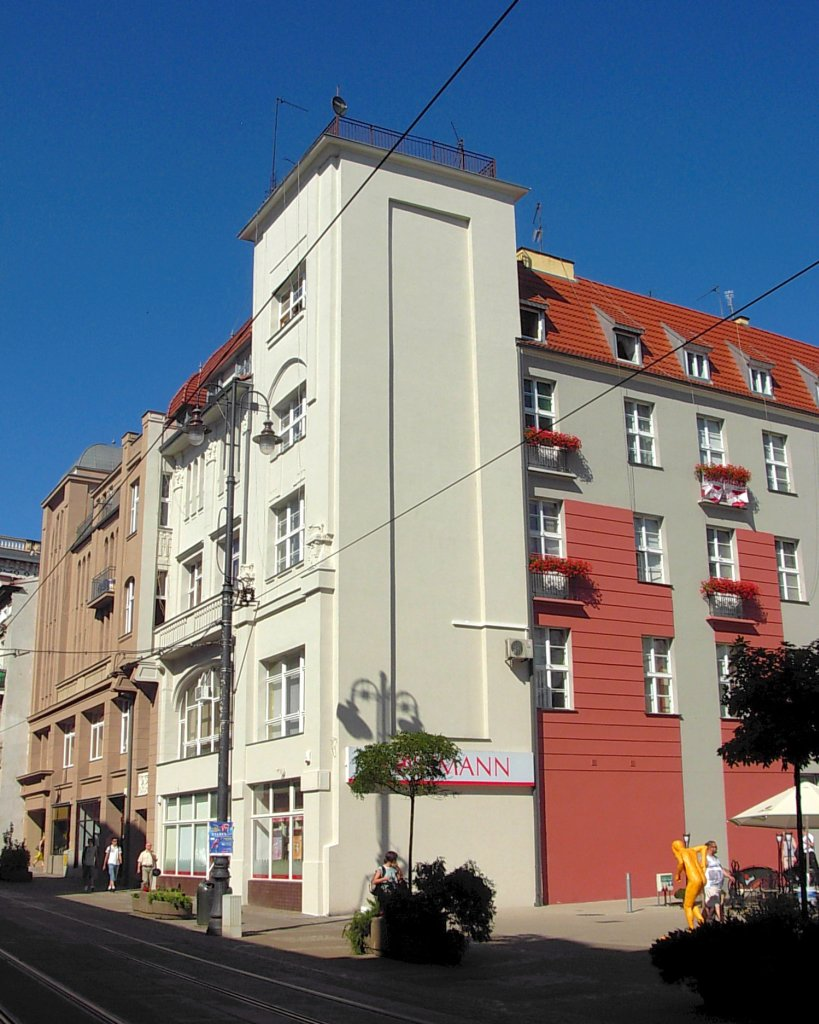
Narożnik
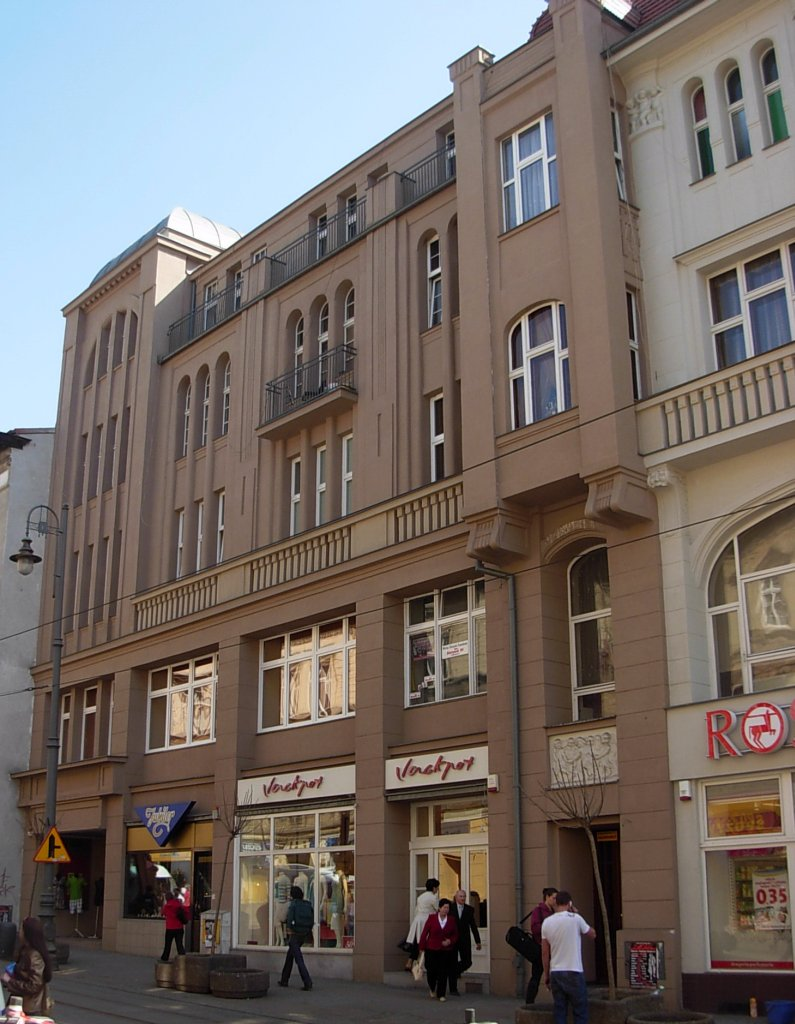
Elewacja od ul. Gdańskiej
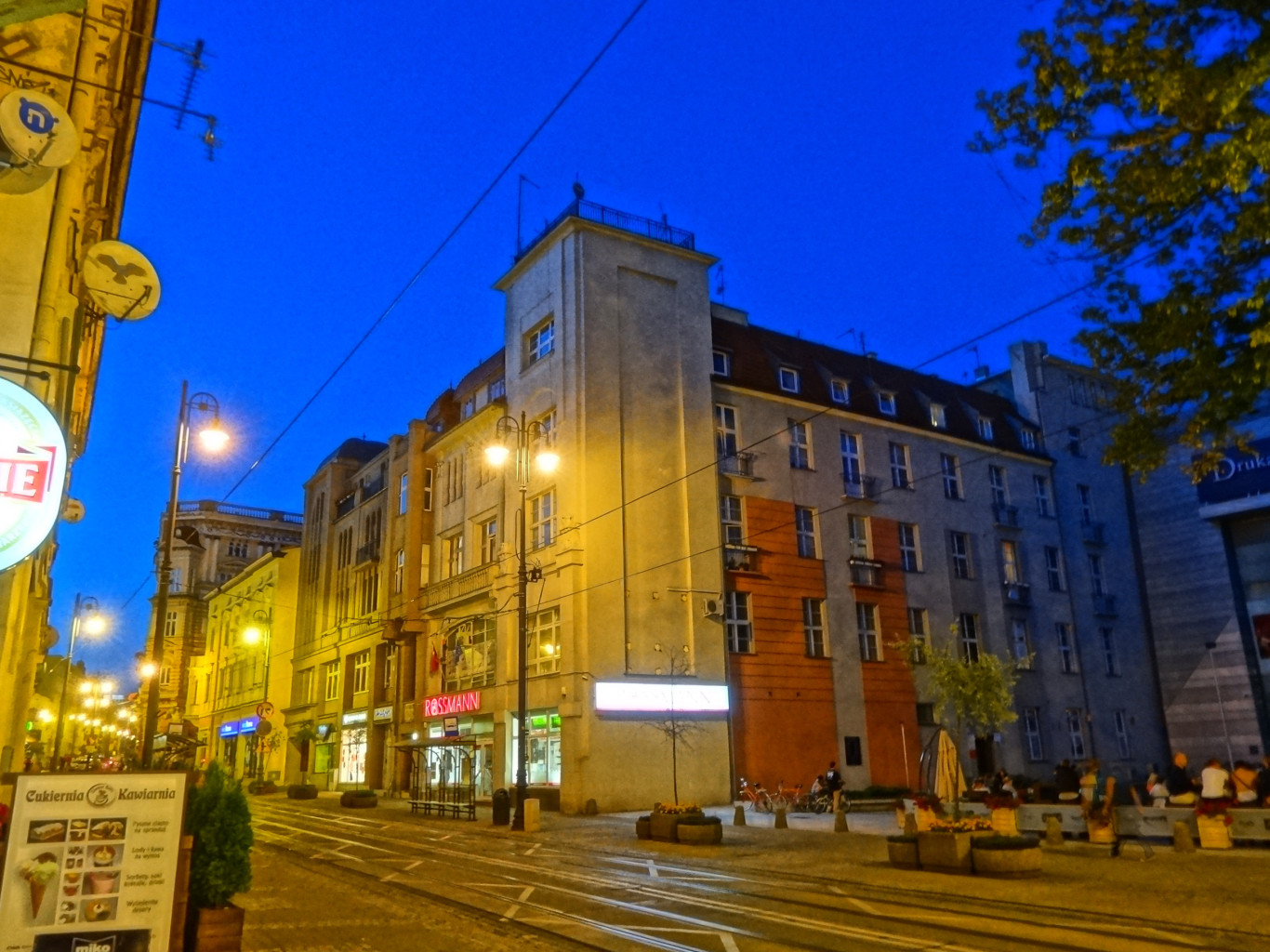
Wieczorem